# Toshimi Kikuchi
Toshimi Kikuchi (菊池 利三 Kikuchi Toshimi?), född 17 juni 1973 i Iwate prefektur, är en japansk före detta fotbollsspelare.
Kikuchi började sin karriär 1992 i Verdy Kawasaki (Tokyo Verdy). Efter Verdy spelade han för Gamba Osaka, Sanfrecce Hiroshima och Omiya Ardija. Han avslutade karriären 2002.